# Tikaré
Tikaré è un dipartimento del Burkina Faso classificato come comune, situato nella Provincia di Bam, facente parte della Regione del Centro-Nord.
Il dipartimento si compone del capoluogo e di altri 35 villaggi: Ansouri, Baribsi, Boubou, Dafiré, Dargouma, Gasongo, Gonga, Hamdallaye, Horé, Ipala, Kamtenga, Kilou, Koulniéré, Manégtaba-Foulbé, Manégtaba-Mossi, Napalgué, Ouampèga, Oui, Ritimyinga, Sancé, Sarkounga, Songodin, Soukoundougou, Tamiga, Tampèlga, Tanhoka, Téonsgo, Tirbou, Touga, Vato-Foulbé, Vato-Mossi, Yelkoto, Yoba, Zamsé e Zano.